# ...concertante...
...concertante... opus 42 est un double concerto pour violon, alto et orchestre de György Kurtág. Composé en 2003 pour une commande de l'orchestre symphonique de la radio danoise, il est créé le 18 septembre 2003 à Copenhague avec Hiromi Kikuchi au violon, Ken Hakii à l'alto, l'orchestre symphonique national du Danemark dirigé par Michael Schønwandt. Le concerto a reçu le Grawemeyer Award en 2006.

## Structure

### ...fantasia...
1. Senza tempo - sostentuto, parlando, pulsato
2. Vivo, agitato - recitativo
3. Choral (quasi trio) - ricapitulazione

### coda
1. Recitativo, ed..
2. ...epilogo...

## Instrumentation
- un piccolo, quatre flûtes, trois hautbois (le troisième doublant un cor anglais), trois clarinettes, une clarinette basse, trois bassons le troisième doublant un contrebasson), quatre cors, trois trompettes, trois trombones, un tuba, un vibraphone, un marimba, un xylophone, timbales, un cymbalum, une harpe, un célesta, un piano, cordes.